# Hartmut Jungius
Hartmut Jungius (* 1939 in Georgenthal, Ostpreußen) ist ein deutscher Zoologe und Naturschützer. Er war fünf Jahre Geschäftsführer von WWF Deutschland.

## Leben
Von 1963 bis 1970 absolvierte Jungius ein Biologie- und Geographie-Studium an der Universität Kiel. Während dieser Zeit bereiste er Kanada, die Vereinigten Staaten und Südafrika, wo er die Verwaltung von Schutzgebieten und Nationalparks kennenlernte. 1969 betrieb er Ökologie- und Verhaltensstudien über afrikanische Huftiere, insbesondere Großriedböcke im Kruger-Nationalpark, worüber er 1970 seine Doktorarbeit an der Universität Kiel verfasste, die er mit summa cum laude abschloss. 
1969 und 1970 arbeitete er als Unternehmensberater bei der UNESCO in Bolivien, um die Regierung bei der Einrichtung von Schutzgebieten zu unterstützen. 1970 wurde Jungius Mitglied des WWF, wo er bis 1977 zunächst als Naturschutzbeauftragter und später als Vorsitzender der Naturschutzdirektion tätig war. Er war für die Organisation, die Durchführung und die Überwachung des WWF-Naturschutzprogramms verantwortlich. Dies umfasste praktische Schutzprogramme für bestimmte Arten (z. B. Vikunjas in Bolivien, Wölfe in Europa, Wiederansiedlung großer Pflanzenfresser in Italien), Naturschutzarbeit in Lateinamerika, Europa und dem Nahen Osten sowie die Zusammenarbeit mit nationalen und internationalen Regierungs- und Nichtregierungsorganisationen.
1978 wechselte Jungius als Programmkoordinator zur IUCN, wo ihm die Verantwortung für die Naturschutzarbeit in Vorderasien übertragen wurde. Hierzu zählte insbesondere die Förderung von regionalen und nationalen Naturschutzaktivitäten, die Zusammenarbeit mit IUCN-Mitgliedern, die Expertise hinsichtlich Naturschutzfragen und die Projektentwicklung. Praktische Arbeit wurde in mehreren Staaten des Nahen Ostens durchgeführt, insbesondere in Oman, Jordanien und Saudi-Arabien, wobei die erfolgreiche Wiedereinführung der zur damaligen Zeit in der Wildnis ausgestorbenen Arabischen Oryx zu den bekanntesten Projekten zählte. Weitere Aufgaben waren die Entwicklung von Systemplänen für Schutzgebiete, die Entwicklung eines Bewirtschaftungsplans für das Küstengebiet der Hauptstadtregion Omans sowie Erhebungen und die Erstellung von Bewirtschaftungsplänen für die saudi-arabische Rotmeer- und die Golfküste. Von 1980 bis 2000 war Jungius Mitglied im wissenschaftlichen Ausschuss von WWF Deutschland. 
Im April 1981 wurde Jungius von der IUCN zum Abteilungsdirektor Regionaldienste und Projektleistungen ernannt. Er war sowohl für die Überwachung, die Koordinierung, die Umsetzung und Überprüfung der regionalen Aktivitäten der Landessektionen verantwortlich als auch für die Projektabwicklungsabteilung der IUCN, die sich mit der Entwicklung, der Überprüfung, der Umsetzung, der Auswertung und der Verwaltung von Projekten beschäftigt. 
Im Juli 1985 kehrte er zum WWF zurück, wo er als Leiter der Projektüberwachung und Projektentwicklung im Naturschutzbereich tätig wurde. Er war an der Organisation, der Durchführung, der Überwachung, der Beurteilung, der Entwicklung und der Finanzierung von Projekten beteiligt, für die der WWF weltweit Patenschaften übernahm. 
1990 war Jungius für die Programme und Projekte des WWF in Europa und in der Sowjetunion verantwortlich. Einen besonderen Stellenwert hatte dabei die Entwicklung von Kontakten und Projekten in den östlichen Ländern sowie die Förderung der Zusammenarbeit zwischen den nationalen Organisationen des WWF über Naturschutzfragen von europäischem Interesse. Der Aufbau und die Identifikation neuer Schutzgebiete wurde vorangetrieben, um die Erhaltung der Artenvielfalt zu fördern. Zu den erfolgreichsten Projekten zählten der 1993 errichtete Nationalpark Biebrza in Polen, ein umfassendes integriertes Schutzprogramm für die Oderregion, der Nationalpark Šumava in Tschechien, neue Umweltschutzinitiativen für den Donau-Delta, die Einführung eines Programms für Schutzgebiete im Kaukasus (Georgien) und die Errichtung mehrerer neuer Schutzgebiete in Russland, insbesondere in der Arktis, Sibirien und im Fernen Osten. 
Von 1991 bis 1995 war Jungius Geschäftsführer von WWF Deutschland. Seine Tätigkeiten umfassten die Leitung, Koordinierung und Entwicklung des Naturschutzprogramms, die Stärkung der Fundraising- und Kommunikationsaktivitäten sowie die Neuausrichtung des Naturschutzprogramms von nationalen hin zu internationalen Aktivitäten, wobei das Hauptaugenmerk Regionen in Russland, dem Kaukasus, der Mongolei und in Osteuropa galt. Ein weiterer Eckpfeiler der Naturschutzarbeit von WWF Deutschland in der Amtsperiode von Jungius war das nationale Schutzprogramm, das die Schwerpunkte Süßwasserfragen (z. B. Oder und Elbe), Wattenmeer und Ostsee, Klimawandel und Landwirtschaft beinhaltete.
1995 ging Jungius zurück zu WWF International, wo er seine Arbeit als Direktor für Osteuropa und Zentralasien fortsetzte. Schwerpunktregionen waren Russland, insbesondere die Russische Arktis, Zentralsibirien (Sacha), der Ferne Osten und der Ural, Zentralasien, der Kaukasus, die Mongolei sowie Osteuropa mit dem Schwerpunkt auf Ungarn, Polen und dem Donau-Karpathen-Raum. Die Aktivitäten beschäftigten sich mit Beitrittsfragen zur Europäischen Union sowie mit Aufklärungs- und Bildungskampagnen zur Erhaltung von Arten und Schutzgebieten. Hohe Priorität hatte dabei die Überwachung, Entwicklung um Umsetzung umfassender Schutzpläne für die Ökoregionen des Fernen Ostens, des Kaukasus und des Altai- und Sajangebirges sowie die Entwicklung, Umsetzung und Fundraising von Erhaltungsprojekten für gefährdete Arten (z. B. Saigas in der Mongolei) und Schutzgebiete.
Seit 2004 lebt Jungius im Ruhestand. Er ist jedoch weiterhin als Berater für den WWF und andere Nicht-Regierungsorganisationen tätig.